# Tonight's the Night (Gonna Be Alright)
«Tonight's the Night (Gonna Be Alright)» es una canción del cantante británico de rock Rod Stewart, escrita por él para el disco A Night on the Town de 1976. En mayo del mismo año se lanzó como el primer sencillo del álbum, a través de Warner Bros. Records para el mercado estadounidense y por Riva Records para el Reino Unido.
Se grabó en los estudios Muscle Shoals Sound en la ciudad Muscle Shoals en Alabama y los toques finales de la voz de Rod se grabaron en los estudios Caribou Ranch en Colorado. Según la propia autografía de Rod, la canción cuenta con un sexy susurro de su aquel entonces pareja Britt Ekland en la parte final del tema, que provocó algunos problemas con las radios estadounidenses por considerarse «subida de tono y demasiado sugerente» para la época y por ello generalmente era acortada y dicha parte era omitida al momento de producirla.

## Letras y significado
Su letra trata de como el cantante seduce a una chica virgen, animándola a hacer varios actos que se asocia a la preparación del sexo conocido vulgarmente como juego previo. Dentro del tema son varias partes donde se hace alusión a dicho significado como en «...Don't deny your man's desire, You'd be a fool to stop this tide, spread your wings and let me come inside cause tonight's the night (gonna be alright)», cuya traducción al español es; «no niegues el deseo de tu hombre, serías una tonta al detener esta marea, extiende tus alas y déjame entrar porque esta noche es la noche (va a estar bien)».

## Recepción comercial
Tras su aparición en el mercado rápidamente se ubicó en los primeros lugares de las listas globales, que incluso se comparó con el éxito de sus anteriores sencillos; «Sailing» de 1975 y «Maggie May» de 1971. Llegó hasta el primer puesto en la lista Billboard Hot 100 de los Estados Unidos, al igual que en Canadá. Mientras que en el Reino Unido se ubicó en la quinta posición de los UK Singles Chart. A su vez se posicionó en los top diez de varios países del mundo como en Francia, Irlanda, Suecia, Nueva Zelanda y Noruega, por mencionar algunos.
Su éxito en Norteamérica fue tan grande que en Canadá recibió disco de oro por vender más de 75 000 copias, convirtiéndose en su primer sencillo en lograr dicha calificación en mencionado país. Además en los Estados Unidos también recibió disco de oro por superar las 500 000 copias vendidas en el mismo año.

## Versiones
El tema ha sido versionada en varias oportunidades y por varios artistas de diversos estilos musicales como por la cantante de R&B Linda Clifford, el vocalista de heavy metal Nicky Moore y por el cantante de teen pop Kavana, en otros. Sin embargo la más recordada fue la que realizó la cantante Janet Jackson, debido al cambio de letras que realizó para convertirla en un tema sobre un trío amoroso y que a veces recibió una connotación lésbica. Incluso el columnista Nick McCormick de The Daily Telegraph mencionó que era una «de las versiones más bizarras realizadas a Tonight's the Night hasta el momento».